# Cathédrale Saint-Joseph de Goma
La cathédrale Saint-Joseph de Goma est l'un des édifices réligieux de l'Église catholique romaine, situé dans la ville de Goma, dans la province du nord Kivu en république démocratique du Congo.

## Histoire
La cathédrale Saint-Joseph de Goma relève de la juridiction du diocèse de Goma. Son histoire remonte à 1954, mais elle est partiellement détruite le 17 janvier 2002 lors de l'éruption volcanique du Nyiragongo. La cathédrale célèbre ses offres selon le rite romain, également appelé rite latin.
En 2002, la cathédrale a été frappée par un attentat sanglant durant la procession de messe des Rameaux et causant la mort de deux personnes et une quinzaine de blessés.
Une nouvelle cathédrale Mama wa Amani (Notre-Dame-de-la-Paix) est en construction depuis 2014.